# Haus Gugalun
Das Haus Gugalun ist ein von Peter Zumthor erweitertes Haus in Versam. Es ist benannt nach der Strasse, die oberhalb des Haues den Berg hoch führt.

## Geschichte und Architektur
Das Haus steht abgelegen auf einem Geländerücken oberhalb der Strasse ins Safiental. Der talseitige Stubenteil eines alten Wohnhauses aus dem Jahr 1760 wurde an der Bergseite mit einem Neubau geschlossen, der einen jüngeren Küchenteil ersetzt. Der Stubenteil ist ein Strickbau, der neue Bauteil eine Ständerkonstruktion mit vorkragenden Simsen. Die Churer Ingenieure Branger & Conzett zeichneten verantwortlich für die Tragfähigkeit des 1993 fertiggestellten Hauses an der Gugalun 185.
1994 wurde das Haus von Hélène Binet fotografisch dokumentiert.

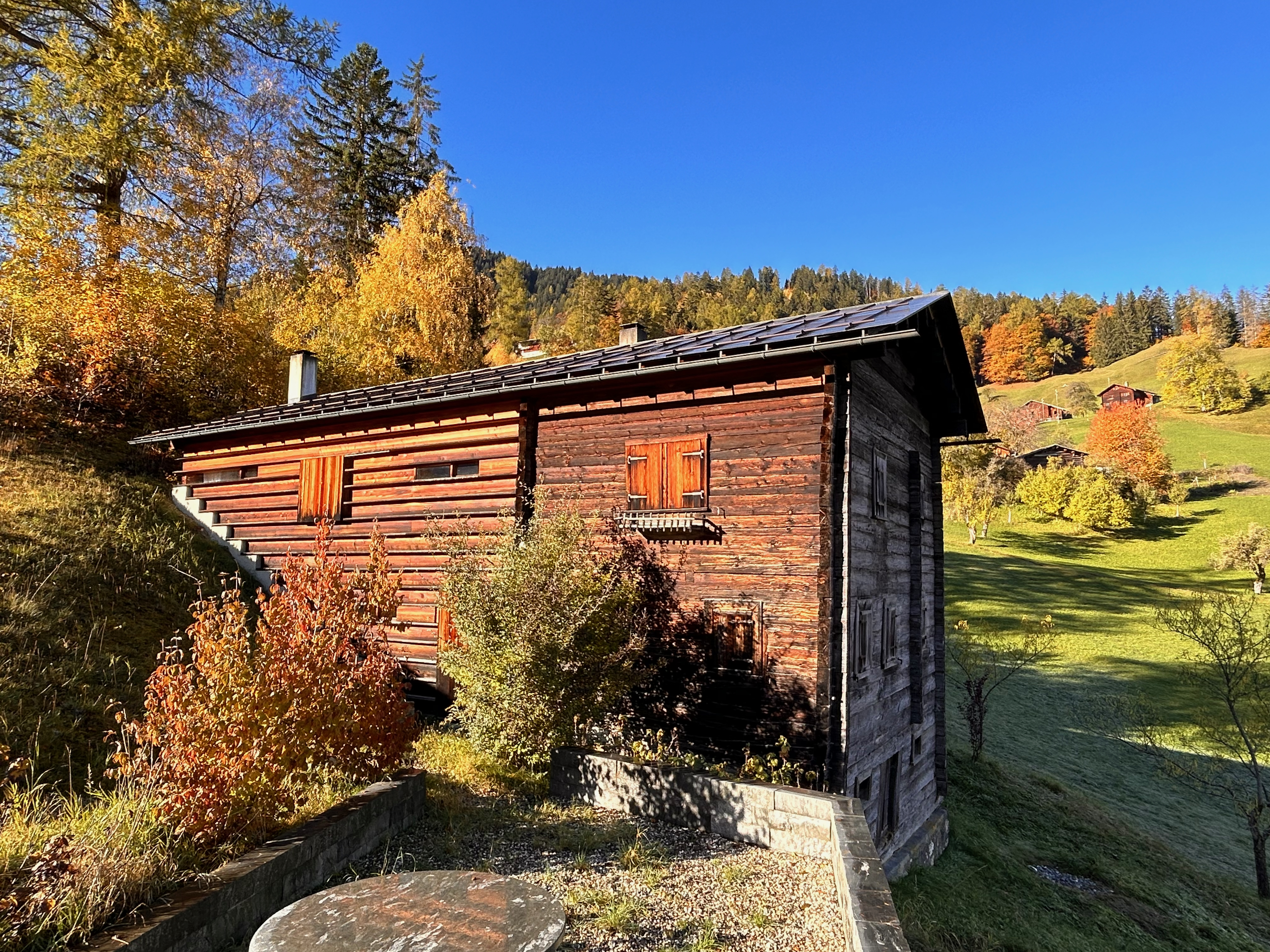
Ostseite
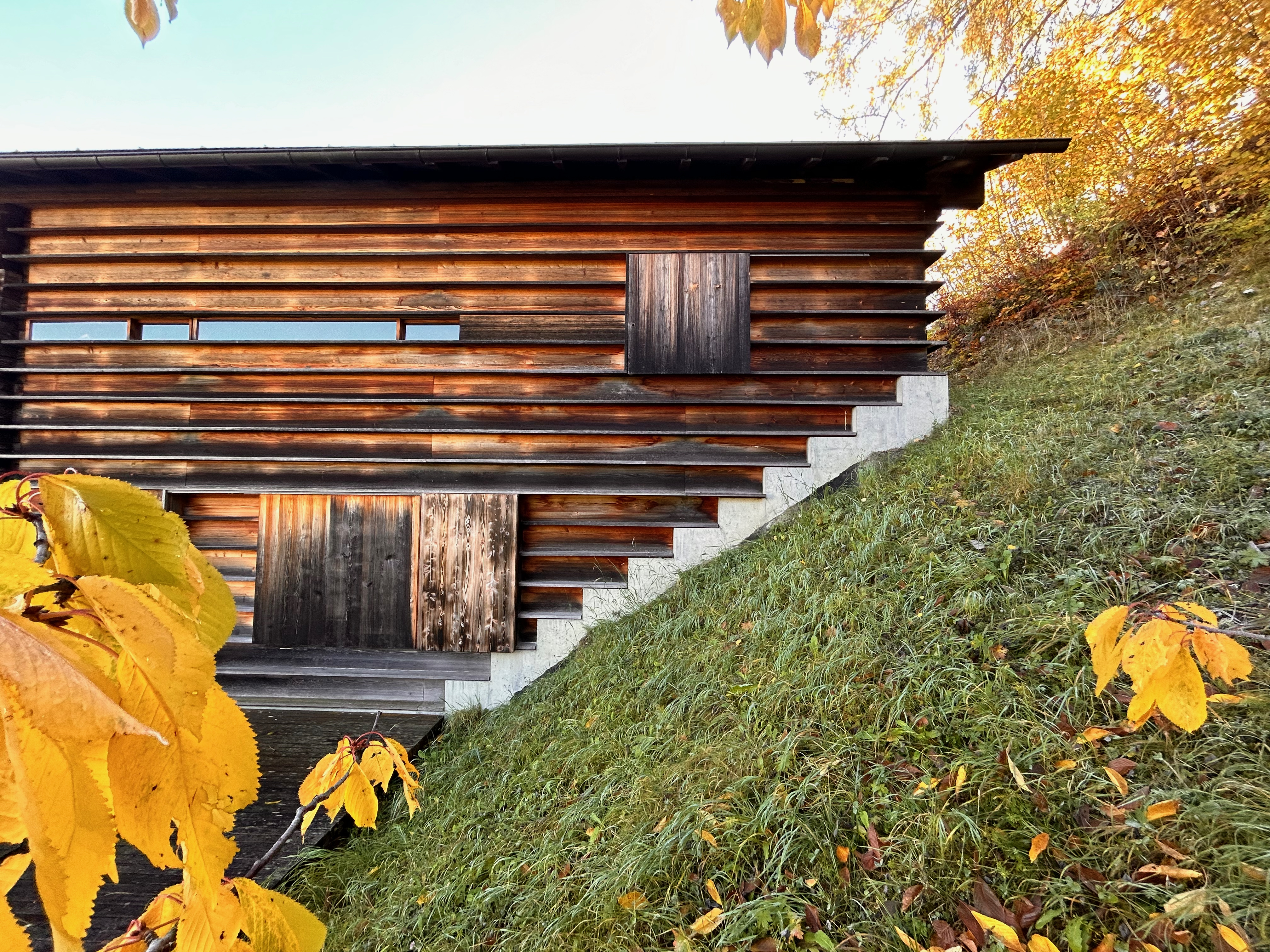
Neuer Teil, Westseite
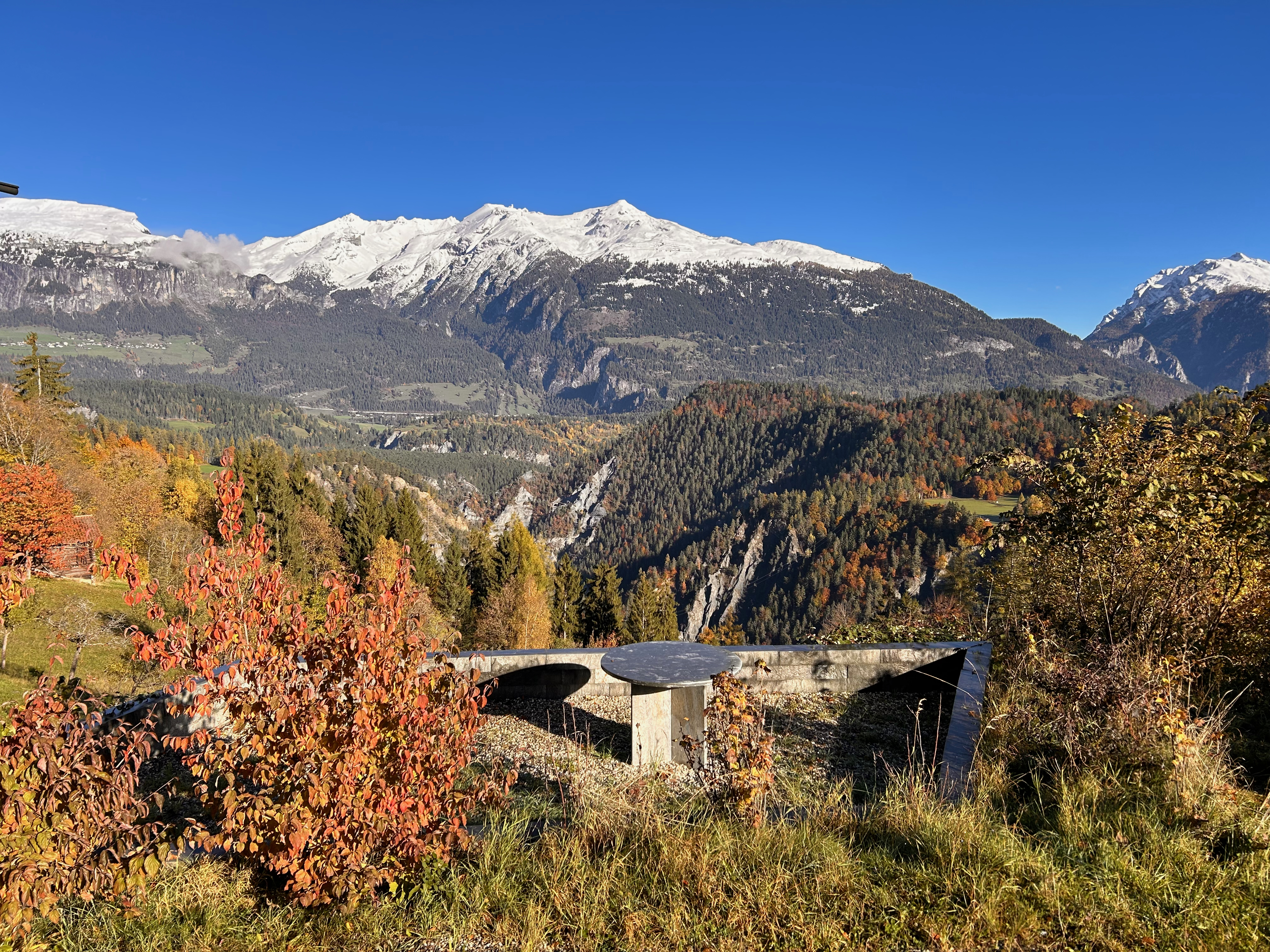
Sitzplatz, Blick nach Norden gegen den Ringelspitz
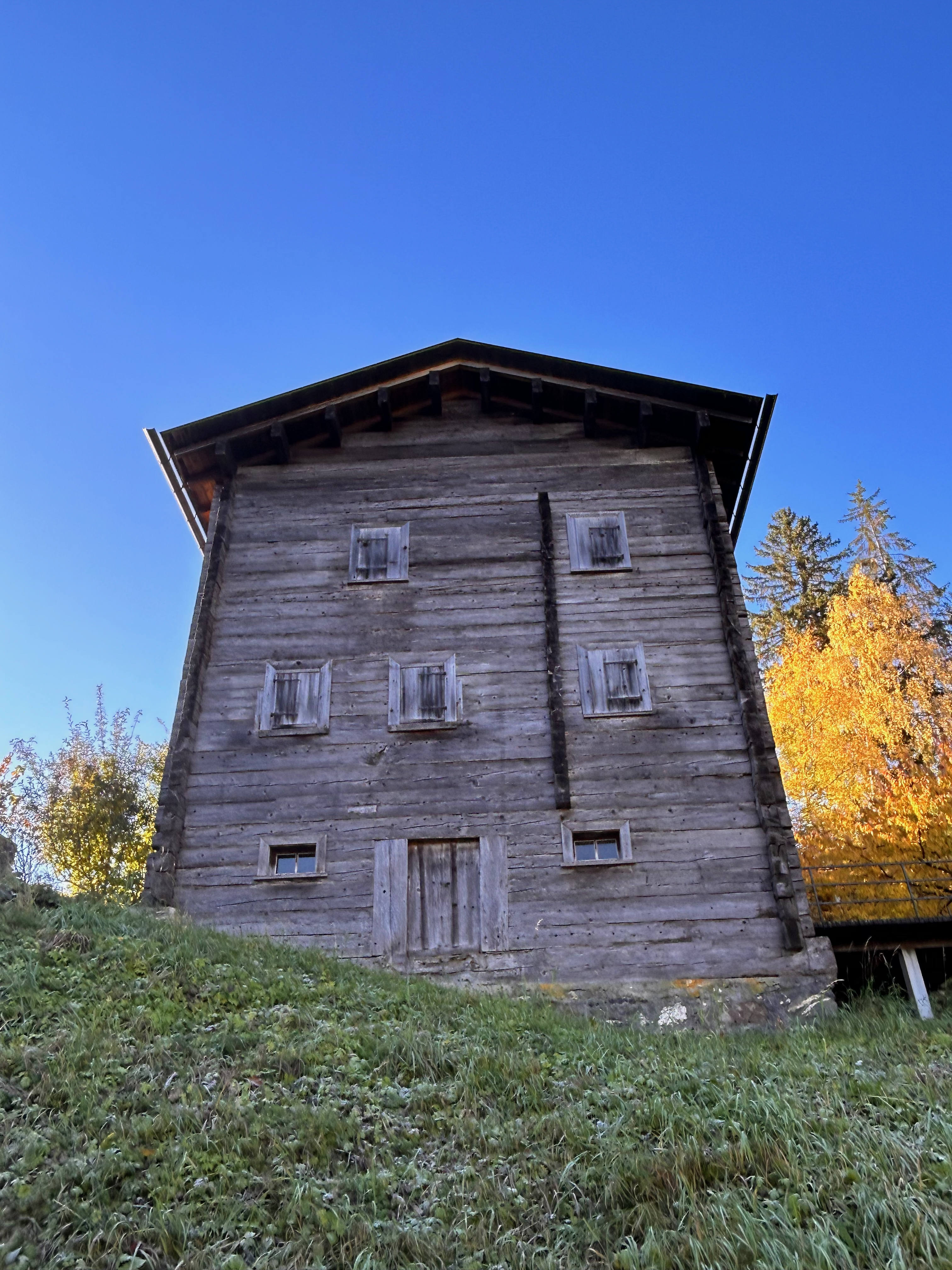
Nordseite

## Preise
- 1994: Auszeichnung für gute Bauten Graubünden[5]
- 1995: Auszeichnung Neues Bauen in den Alpen